# شارلوت کر
شارلوت کر (۲۹ مهٔ ۱۹۲۷ – ۲۸ دسامبر ۲۰۱۱) یک هنرپیشه، کارگردان و روزنامه‌نگار اهل آلمان بود.

## گزیده فیلم
- معجزه مالاچی (۱۹۶۱)
- شن های داغ در سیلت
- فقط باد پاسخ را می داند (۱۹۷۴)
- قوی عاشق (۱۹۸۴)
- Rücksturz ins Kino - 2003